# イエン・サリ
イエン・サリ（クメール語: អៀង សារី / Ieng Sary, 1925年10月24日 - 2013年3月14日）は、カンボジアの政治家。民主カンプチア政権で副首相、外相を歴任。死去するまでクメール・ルージュ内部で第3位の地位にあったといわれる。

## 経歴
イエン・サリは1925年、フランス領インドシナ、コーチシナのカンボジア系少数民族の裕福な地主の家に生まれた。誕生時の名はキム・チャン (Kim Trang) で、父親が亡くなり、プレイベン州の親類に引き取られた時に、イエン・サリと名付けられた。
当時の最高学府であるリセ・シソワットに進学し、そこで妻となるイエン・シリトと出会う。1951年からパリに留学し、同年現地において結婚した。シリトの姉キュー・ポナリーが、後にポル・ポトと結婚すると、サリとポル・ポトは義兄弟となる。
1957年に帰国し、その後は私立カンブボット高校において教鞭をとり。1960年9月のクメール人民革命党第2回党大会において党中央委員に選出され、党内序列第5位となった。
さらに1963年2月の党大会において党政治局員に選出され、序列第3位へ昇格した。同じ頃、カンボジア各地において暴動が起き、政府の作成した「破壊活動分子34人」に名を連ねることになった。1963年5月に地下潜伏し、東部コンポンチャム州の「第100局」基地に移った。
ロン・ノル将軍のクーデター後、1971年9月にカンプチア王国民族連合政府の「政府国内特使」という肩書を得て、北京のシハヌークの目付け役となる。
1976年の民主カンプチア政権の樹立後、4月14日にポル・ポト内閣の副首相兼外務大臣に任命され、1978年には民主カンプチアと国交を樹立した日本を訪問して当時の園田直外務大臣と会談しており、1979年まで務めた。
1978年7月17日、バンコクで記者会見を行った際にカンボジアの人口推計を公表（1976年時点で776万人）するとともに、外部に伝わり始めていた大虐殺の事実関係を否定した。またベトナムとの間で戦闘が発生している件について、「ベトナムは1970年以来、インドシナ連邦に加わるよう迫ってきたが拒否してきた」とし、ベトナムとの関係に亀裂が生じていることを表明している。また同年10月にはフィリピンを訪問。現地の記者会見でベトナムとの国境紛争に触れ、ソビエト連邦がベトナムに兵器や軍事顧問を供給しているとして非難した。
1979年にベトナム軍が侵攻すると、西部国境沿いに逃れ、そこでゲリラ戦を展開する。1996年に政府軍に降伏するまでパイリンを拠点に、クメール・ルージュ支配区の西部地域を支配していた。同地域は宝石と木材の産地で、タイとの取引で莫大な利権を生み出し、さらに住民の間に現金経済を徐々に浸透させていた。この「資本主義的傾向」が、北部アンロンベンの強硬派幹部たちを激怒させ、最強硬派のタ・モクが住民の私有財産を没収する命令を出すに至る。これらのイデオロギー的な確執と、利権をめぐる対立から、2人の軍司令官により説得され、1996年8月8日にサリは3千人の兵士と共にプノンペン政府に投降した。9月14日にはラナリット、フン・セン両首相の要請により、シハヌーク国王がサリの恩赦に署名し、これにより1979年8月の人民裁判における死刑判決が取り消され、また非合法化されたクメール・ルージュに加わっていた罪が問われなくなった。同時にパイリンが事実上、彼の統治下に置かれた。しかし2004年7月に心臓発作を起こし、治療のためタイに送られた。
しかし国際社会の努力とカンボジア政府の力でポル・ポト政権時代の虐殺が裁かれるカンボジア特別法廷が設置されると、2007年11月、プノンペンの自宅で「戦争犯罪」と「人道に対する罪」で逮捕された。翌年には妻のイエン・シリトも捕まった。2010年9月、他の幹部らとともに起訴され、裁判を受けていた。
2013年3月14日、プノンペンの病院で死去。87歳没。

## 親族・家族
- 妻・イエン・チリト